# Пиньос (тральщик)
«Пиньо́с» (греч. Πηνειός) — греческий тральщик времён Второй мировой войны.

## История
Построен в Норвегии в 1912 году как китобойное судно. Передан греческому флоту Британией 18 июля 1943 года. До передачи греческому флоту носил имена «Сноудрифт» и «Дусен 11». Как и предшественник, канонерская лодка, получил имя одноимённой реки. Был тральщиком того же типа, что и тральщики «Ахелоос», «Алфиос», «Эвротас» и «Сперхиос».
24 октября 1945 года, при зачистке минного поля у Превезы корабль подорвался на мине и затонул. Погибли 19 членов экипажа, включая командира корабля И. Алевракиса. Выжил лишь один моряк. На набережной города Превезы установлен памятник погибшим морякам тральщика. Их память отмечается каждый год, 24 октября.

## Одноимённые корабли
- Пиньос (канонерская лодка), вошла в состав флота в 1885 году
- Пиньос (большой десантный корабль), вошёл в состав флота в 1947 году